# Schlade (Wipperfürth)
Schlade ist eine Ortschaft  von Wipperfürth im Oberbergischen Kreis im Regierungsbezirk Köln in Nordrhein-Westfalen (Deutschland). Die Ortschaft gehört zum Ortsteil Agathaberg.

## Lage und Beschreibung
Schlade liegt im Süden des Stadtgebietes von Wipperfürth an der Grenze zu Lindlar. Nachbarorte sind Grunewald, Grünenberg, Fähnrichstüttem und Stüttem.
Politisch wird der Ort durch den Direktkandidaten des Wahlbezirks 14.1 (141) Agathaberg im Rat der Stadt Wipperfürth vertreten.

## Geschichte
1443 wurde der Ort erstmals urkundlich erwähnt. Eine Urkunde über die Einkünfte und Rechte des Kölner Apostelstiftes aus dem Historischen Archiv Köln benennt die Ortschaft mit to der Sladen. Die historische Karte Topographia Ducatus Montani aus dem Jahre 1715 zeigt einen einzelnen Hof und benennt diesen mit „Schlaten“. Die Karte Topographische Aufnahme der Rheinlande von 1825 zeigt Schlade auf umgrenztem Hofraum mit drei separaten Gebäudegrundrissen.

## Busverbindungen
Über die Haltestelle Grunewald der Linie 332 (VRS/OVAG) ist Schlade an den öffentlichen Personennahverkehr angebunden.